# Carex paulo-vargasii
Carex paulo-vargasii là một loài thực vật có hoa trong họ Cói. Loài này được Luceño & Marín publ. 2002 mô tả khoa học đầu tiên năm 2001.